# Rafael Tovar y de Teresa
Rafael Tovar y de Teresa (Ciudad de México, México, 6 de abril de 1954-Ciudad de México, 10 de diciembre de 2016) fue un diplomático, abogado e historiador mexicano. Primer secretario de Cultura de México en el gabinete del presidente Enrique Peña Nieto (2015), fue embajador de México ante Italia entre 2001 y 2007; fue el segundo presidente del Consejo Nacional para la Cultura y las Artes (CONACULTA), posición que ocupó en tres ocasiones distintas hasta que este organismo se convirtió en la Secretaría de Cultura. Fue también presidente de la Comisión Organizadora de la Conmemoración del Bicentenario del inicio del movimiento de Independencia Nacional y del Centenario del inicio de la Revolución Mexicana entre septiembre de 2007 y octubre de 2008.

## Biografía
Nació en la Ciudad de México el 6 de abril de 1954. Fue hijo de Rafael Tovar y Villa Gordoa y de Isabel de Teresa y Wiechers. Tuvo como hermanos a Isabel, Lorenza, Gabriela, Guillermo, Fernando y Josefina Tovar y de Teresa. Su hermano, Guillermo, fue un destacado historiador del arte, bibliógrafo, coleccionista de arte, cronista, filántropo y erudito.
Licenciado en derecho por la Universidad Autónoma Metropolitana, generación 1974-1978, continuó sus estudios en la Universidad de la Sorbona y en la Escuela de Ciencias Políticas en París.
Inició como crítico musical del suplemento cultural del periódico mexicano Novedades, de 1972 a 1973. Fue jefe de Relaciones Culturales de la Secretaría de Hacienda, de 1974 a 1976, y posteriormente asesor del director general del Instituto Nacional de Bellas Artes, de 1976 a 1978.
En 1979 ingresó al Servicio Exterior Mexicano, donde fue titular de la Dirección General de Asuntos Culturales de la Secretaría de Relaciones Exteriores de 1979 a 1982, luego ministro en la Embajada de México en Francia (1983 a 1987) y asesor del secretario de Relaciones Exteriores (1987 a 1988).
Se desempeñó como coordinador de Asuntos Jurídicos del recién fundado Consejo Nacional para la Cultura y las Artes, en 1989. Posteriormente, de 1990 a 1991, fungió como coordinador de Asuntos Internacionales del mismo consejo, para luego ser director general del Instituto Nacional de Bellas Artes, de 1991 a 1992. Fue el segundo presidente del Consejo Nacional para la Cultura y las Artes (Conaculta) de 1992 a 2000, y fue nombrado a continuación embajador de México en Italia, del 2001 al 2007.
Fue presidente, del 17 de septiembre del 2007 al 25 de octubre del 2008, de la Comisión Organizadora de la Conmemoración del Bicentenario del inicio del movimiento de Independencia Nacional y del Centenario del inicio de la Revolución Mexicana, después de la renuncia al cargo de Cuauhtémoc Cárdenas Solórzano y del interinato de Sergio Vela.

### Fallecimiento
Tras estar internado desde el jueves 8 de diciembre, falleció en la madrugada del sábado 10 de diciembre de 2016 a la edad de 62 años en el Hospital Militar de la Ciudad de México. Sus restos fueron velados en el Panteón Francés de San Joaquín.
El 12 de diciembre el presidente Enrique Peña Nieto encabezó un homenaje nacional en la memoria de Tovar en el Centro Nacional de las Artes, en el que su hijo, Rafael Tovar López-Portillo, pronunció un emotivo discurso destacando el legado de su padre. Asimismo, el chelista Carlos Prieto destacó la trayectoria profesional de Tovar y de Teresa. Por su parte, el presidente Peña habló de la calidad humana, el profesionalismo y la amistad que tuvo con el fallecido y lo colocó en el «altar de los grandes» como José Vasconcelos y Jaime Torres Bodet.
Sus restos reposan en la cripta familiar del Panteón Francés de San Joaquín al lado de su abuelo, Guillermo de Teresa, su padre, Rafael Tovar Villa-Gordoa, y su hermano, Guillermo Tovar de Teresa, quien fue cronista de Ciudad de México.

## Gestión en el Instituto Nacional de Bellas Artes
Fue director general del INBA de 1991 a 1992. Durante este periodo, el Auditorio Nacional reabrió sus puertas tras la remodelación impulsada, en 1989, por el Consejo Nacional para la Cultura y las Artes, por el Instituto Nacional de Bellas Artes y por la Regencia del Distrito Federal.

## Gestión en el Consejo Nacional para la Cultura y las Artes (1992-2000)
Como presidente del Conaculta, definió y adoptó proyectos estratégicos para la política cultural y la modernización de las instituciones. Durante su gestión, en 1993, se formó el Sistema Nacional de Creadores de Arte con la finalidad de contribuir al fomento y reconocimiento de la actividad creativa en las artes, como parte fundamental de la identidad nacional y como revaluación de quienes han entregado su talento para el enriquecimiento del legado cultural de México.
En 1994, se construyó el Centro Nacional de las Artes como un espacio para generar y explorar nuevos modelos y enfoques en torno a la educación, investigación y difusión artísticas, y también para fomentar la interdisciplina en el arte, impulsar las nuevas tecnologías en las artes y crear espacios de cooperación académica y artística entre instituciones de diferentes sistemas y niveles en México y en el extranjero.
También en 1994, se creó, en el edificio conocido como La Ciudadela, el Centro de la Imagen, para la divulgación de la fotografía. En medios audiovisuales, se iniciaron en 1993 las transmisiones del Canal 22 de televisión abierta. En el cine, se crearon el Foprocine (Fondo para la Producción Cinematográfica de Calidad) y el Fidecine (Fondo de Inversión y Estímulo al Cine), para la producción de cortometrajes y largometrajes, merecedores de premios en muchos casos y participantes en festivales internacionales.
Durante este periodo se creó, conjuntamente con países como España y diversos de América Latina, el programa Ibermedia en 1999, para desarrollar proyectos cinematográficos de excelencia. Asimismo, se integró al sector cultural la Cineteca Nacional, a la que se destinaron recursos para proteger sus acervos y ampliar y renovar sus instalaciones. Con el fin de estimular la cultura cinematográfica, también se creó la Videoteca Universal, con más de 500 títulos con lo mejor de la cinematografía mundial. Para contribuir con la educación musical, se fundó el Sistema Nacional de Fomento Musical, el cual propició la formación de 144 orquestas afiliadas con la participación de cerca de 8000 niños y jóvenes, más coros y bandas musicales.
Se constituyó en 1997 el Programa de Apoyo a la Infraestructura Cultural de los Estados (PAICE), con la suma de recursos del gobierno federal, los estatales y municipales y la iniciativa privada, para el equipamiento, la renovación y la ampliación de instalaciones en todo el país. Asimismo, mediante el Fonden (Fondo de Atención a Desastres Naturales), debido a los sismos de junio de 1999, se restauraron 1755 inmuebles de carácter histórico en varios estados del país.
Con el propósito de dotar al país de un museo nacional que concentrara el arte popular, se creó un fideicomiso para el desarrollo del proyecto al cual, con la colaboración con el Gobierno del Distrito Federal, se le asignó un espacio en el Centro Histórico de la Ciudad de México, sede actualmente del Museo de Arte Popular.
Con el objeto de multiplicar los puentes entre la educación y la difusión cultural se creó el Programa Nacional de Desarrollo Cultural Infantil "Alas y Raíces a los Niños", que ha alcanzado un público de cerca de 43 millones de beneficiarios entre la población infantil.
En paralelo a su responsabilidad como presidente del Conaculta, fue secretario ejecutivo del Comité del Programa Año 2000: «Del Siglo XX al Tercer Milenio», celebración de la llegada de esta fecha emblemática que fue motivo en México de un vasto número de proyectos y actividades.

## Gestión en el Consejo Nacional para la Cultura y las Artes (2012-2015)
Al frente del Consejo Nacional para la Cultura y las Artes, Rafael Tovar estableció como objetivos centrales: asumir una política cultural del gobierno mexicano, encaminada a preservar de forma integral el patrimonio cultural mexicano, a apoyar las culturas populares y urbanas, en sus diversas manifestaciones artísticas y culturales, a estimular la creación, desarrollo y difusión, así como a la educación artística e investigación cultural, a fomentar la lectura y los medios de comunicación e industrias creativas, a realizar programas culturales para públicos infantiles y juveniles, así como promover la cooperación cultural internacional, entre otras tareas.
A estas tareas se sumó el diseño de una Agenda Digital de Cultura, para impulsar el desarrollo de aplicaciones en temas como el cine, los libros, la historia, el público infantil y la música, entre otros.
Se realizaron en México exposiciones internacionales como Miguel Ángel Buonarroti: Un artista entre dos mundos; Leonardo Da Vinci y la idea de la belleza; Yayoi Kusama. Obsesión infinita y; Leonardo, Rafael, Caravaggio: una muestra imposible, entre otras. El arte de México visitó diversos museos del mundo con muestras como: Mayas. Revelación de un tiempo sin fin; Frida Kahlo y Diego Rivera: el arte en fusión y Aztecs Conquest and Glory, entre varias más.
Se puso en marcha el Programa Cultura para la Armonía, en atención a las poblaciones más necesitadas en desarrollo cultural. En particular se atendió al estado de Michoacán, con un programa especial de cultura.

## Creación de la Secretaría de Cultura
El 2 de septiembre de 2015, el presidente Enrique Peña Nieto propuso, en su tercer informe de gobierno, la creación de la Secretaría de Cultura. El 7 de septiembre envió a los legisladores su iniciativa de creación, que aprobó el Senado el 15 de diciembre. A más de 100 años del nacimiento de la entonces Secretaría de Instrucción Pública, en 1905, y luego de que esta se convirtiera en Secretaría de Educación Pública en 1921, en 2015 se fundó la primera Secretaría de Cultura. El 21 de diciembre de 2015, se nombró a Rafael Tovar y de Teresa el cargo de primer secretario de Cultura de México.

## Obras
Es autor del libro Modernización y política cultural, editado por el Fondo de Cultura Económica, y participó en la obra colectiva El patrimonio cultural de México, de dos volúmenes.
Publicó la novela Paraíso es tu memoria (Alfaguara, 2009); El último brindis de Don Porfirio (Punto de Lectura. Santillana, 2012); De la paz al olvido. Porfirio Díaz y el final de un mundo (Taurus, 2015).